# Frank Seiberling
Frank Augustus Seiberling (6 de outubro de 1859 – agosto de 1955) foi um inventor e empresário americano. Ele é mais famoso por ter sido o co-fundador da Goodyear Tire & Rubber Company em 1898 e Rubber Company Seiberling em 1921.
Seiberling nasceu em Western Star, Ohio, uma comunidade a poucos quilômetros de Akron, em Condado de Summit, Ohio. Em 1887, ele se casou com Gertrude Ferguson Penfield (1866-1946). Ele morreu em agosto de 1955 e foi enterrado no cemitério Glendale, em Akron, Ohio.